# روکوهارا تاندای

روکوهارا تاندای

روکوهارا تاندای (به ژاپنی: 六波羅探題 Rokuhara Tandai) یک مقام ارشد در شوگون‌سالاری کاماکورا در کیوتو بود که وظیفه حفظ امنیت و امور قضایی را در منطقه کینای در غرب ژاپن و همچنین مذاکره با دربار امپراتوری در کیوتو بر عهده داشت. به رغم حفظ امنیت، روکوهارا نوعی سازمان اطلاعاتی بود که موجب ترس شدید بود.
روکوهارا تاندای پس از شورش جوکیو در سال ۱۲۲۱ راه اندازی شد. دو رئیس به نام «کیتاکاتا» (北方) و «می‌نامی‌کاتا» (南方) داشت. مقام کیتاکاتا بالاتر از می‌نامی‌کاتا بود. مانند شیکّن و رنشو، هر دو پست در انحصار خاندان هوجو بود. این سازمان در سال ۱۳۳۳ با سقوط شوگون‌سالاری کاماکورا از بین رفت.